# Stygocyclopia australis
Stygocyclopia australis is een eenoogkreeftjessoort uit de familie van de Pseudocyclopiidae. De wetenschappelijke naam van de soort is voor het eerst geldig gepubliceerd in 2001 door Jaume, Boxshall & Humphreys.